# セントトーマス・ローランド教区
セントトーマス・ローランド教区（英語: Saint Thomas Lowland Parish）は、セントクリストファー・ネイビスのネイビス島北西部に位置する行政教区。面積は18.1平方キロメートル、人口は2,069人（2011年国勢調査）。
イギリスがネイビス島で最初に設置した教区で、島で初めての入植地であるジェームズタウンがあったといわれる。伝わる話によればジェームズタウンは1680年代後半に津波によって消滅したと言われているが、考古学的証拠はない。いずれにせよ入植地は放棄され、高台にあるセントトーマス（聖トーマス）教会が残された。
西の海岸の大部分はカリブ海に面した砂浜となっており、海に面した地域はリゾート地として開発が進んでいる。その中でも島最大のホテルであるフォーシーズンズホテル・ネイビスは政府に次ぐ雇用の場としても機能しており、ネイビス島の観光産業を支える重要な地域である。一方で海岸から東へ4キロメートルの距離にネイビス山（標高985メートル）があるため、全体的になだらかな傾斜がある。

## 主要都市
公式には教区の行政中心地はない。
- バーンズ・ガウト（Barnes Ghaut）
- コットン・グラウンド（Cotton Ground）
- ジェサップ（Jessups）
- スチュアート（Stuarts）
- ウェストベリー（Westbury）

教区南部にはネイビス島の首都チャールズタウンのCraddocks地区が含まれる。